# Jean-Philippe Rameau

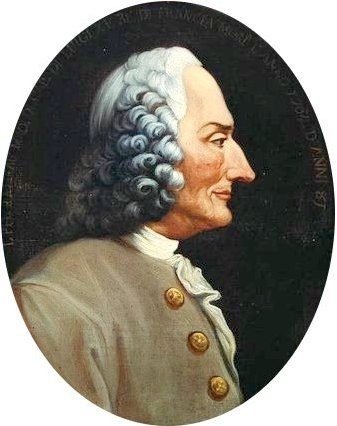
Jean-Philippe Rameau

herb Jeana-Philippe Rameau

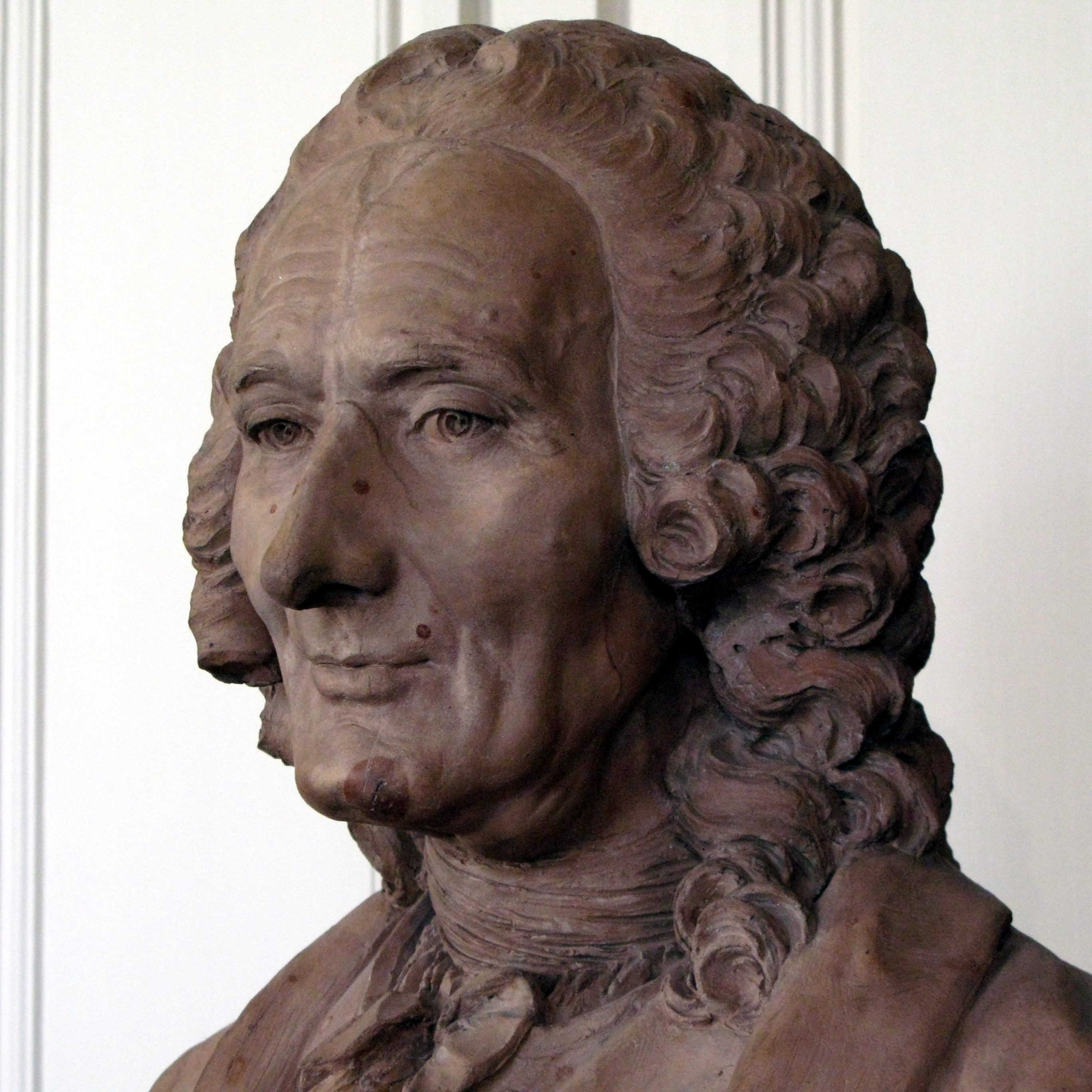
Jean-Philippe Rameau

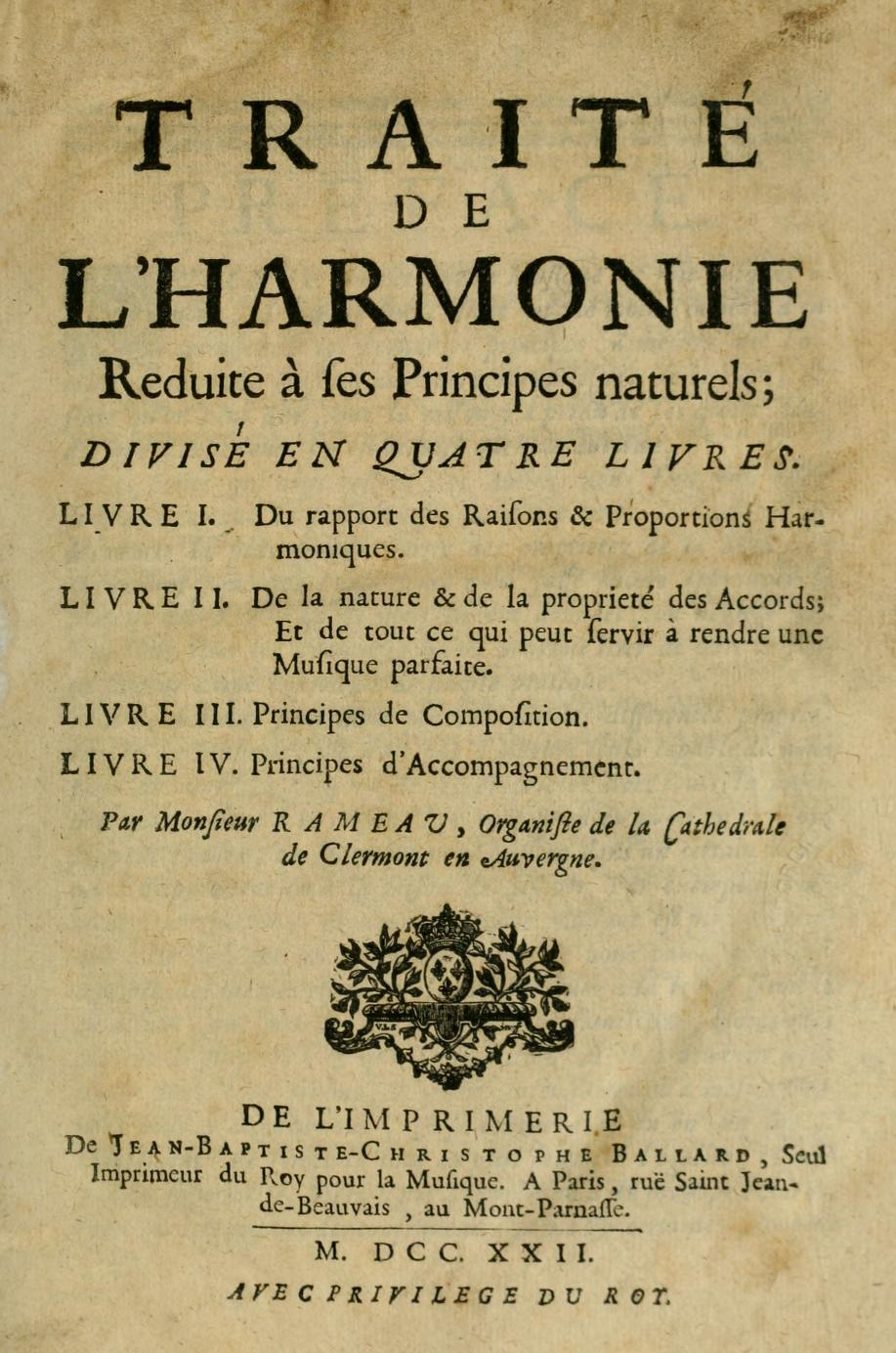
Rameau: Traité de l’harmonie

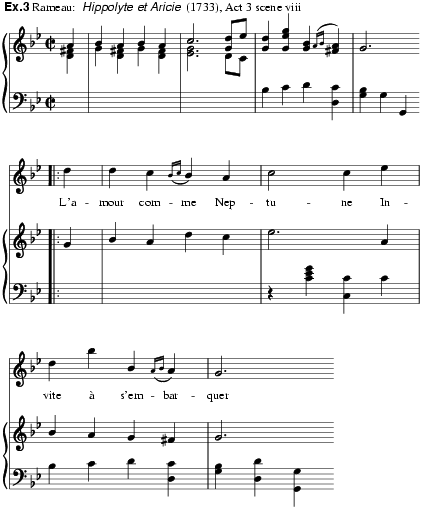
Hippolyte et Aricie

Jean-Philippe Rameau (ur. 25 września 1683 w Dijon, zm. 12 września 1764 w Paryżu) – francuski kompozytor i teoretyk muzyki okresu baroku, autor oper, baletów i utworów klawesynowych.

## Życiorys
Był synem organisty, studiował we Włoszech. Działał jako organista i kapelmistrz w Awinionie, Clermont-Ferrand oraz Paryżu, gdzie w 1722 roku osiadł na stałe. Twórczość Rameau obejmuje 3 zbiory miniatur klawesynowych (Pièces de clavecin – 1706-1728), utwory kameralne (5 koncertów na klawesyn ze skrzypcami lub fletem i altówką – 1741 rok), opery i inne dzieła sceniczne (tragedie liryczne, opery, balety, komedie-balety). W Paryżu patronował mu bogacz i pisarz Alexandre-Jean-Joseph Le Riche de La Popeliniere (1692-1762).
Pierwszą operę napisał dopiero w wieku 49 lat, była to tragedia liryczna Samson napisana we współpracy z Wolterem, jednak nigdy jej nie wystawiono ze względu na niechęć środowisk religijnych do osoby Woltera. Rok później wystawiono tragedię Hippolyte et Aricie (1733), która poniosła klęskę. Drugi wystawiony utwór sceniczny Rameau, opera-balet Les Indes Galantes, odniósł już sukces. Mimo że Rameau był kontynuatorem stylu F. Couperina i J.B. Lully’ego, jego utwory były często uznawane za zbyt nowoczesne, trudne i hałaśliwe. Dlatego w początkowym okresie twórczości scenicznej stał się on obiektem walki zwolenników nowego stylu (ramistów) z tradycjonalistami (lullystami).
Wznowienie jednoczęściowej opery (tzw. Acte de Ballet) Pygmalion w 1751 roku przyniosło kompozytorowi laur zwycięstwa. Niestety już w następnym roku, po przedstawieniu intermezza La serva padrona Pergolesiego wybuchł nowy spór, którego stronami byli zwolennicy lekkiego stylu włoskiego i tradycyjnego stylu francuskiego. W sporze między zwolennikami włoskiej opera buffa (buffoniści) i francuskiej tragédie lyrique (antybuffoniści) opowiedział się za tradycją francuską (Erreurs sur la musique dans l’Encyclopédie z 1755 roku). W sporze tym tradycjonaliści przegrali i utwory sceniczne Rameau powoli popadły w zapomnienie.
Renesans twórczości Rameau nastąpił w drugiej połowie XX wieku. Początkowo do repertuaru filharmonicznego powróciły utwory klawesynowe. Wraz ze wzrostem zainteresowania muzyką dawną i grą na oryginalnych instrumentach zaczęto wystawiać opery. W 1956 roku na festiwalu w Aix-en-Provence wystawiono Ballet Bouffon Platée. Pod koniec lat 60. nagrano na płyty Hippolyte et Aricie, gdzie Fedrę kreowała Janet Baker. W latach 70. utwory Rameau nagrywali: Nikolaus Harnoncourt (Castor et Pollux) i Jean-Claude Malgoire (Hippolyte et Aricie). Kolejne dziesięciolecia przyniosły nowe realizacje fonograficzne, których dyrygentami byli: Nicholas McGegan, Sigiswald Kuijken, John Eliot Gardiner, William Christie, Marc Minkowski. Obecnie utwory sceniczne kompozytora są stałym elementem repertuaru oper zachodnioeuropejskich, regularnie powstają też nowe nagrania.  W Polsce wystawiono dotąd tylko trzy z dzieł Rameau: Pigmaliona (Warszawa 2015, dyr. Benjamin Bayl, reż. Natalia Kozłowska) i trzykrotnie operę-balet Les Indes Galantes - w Poznaniu w 2004 r. (dyr. Frans Brüggen, reż. Jeroen Lopes Cardozo), we Wrocławiu w 2014 r. (dyr. Tadeusz Zathey, reż. Cezary Tomaszewski i Elżbieta Lejman-Krzysztyniak) oraz w Bydgoszczy w 2016 r. (dyr. Stefan Plewniak, reż. Natalia Kozłowska), a także Platée (Łódź 2021, dyr. Marcin Sompoliński, reż. Natalia Kozłowska). Ponadto kilka innych (np. Z rodu Boreasza) doczekało się prezentacji w wersjach koncertowych.
W historii muzyki fundamentalne znaczenie mają prace teoretyczne Rameau, w których stworzył podstawy harmoniki funkcyjnej i systemu dur-moll.
Jego najwybitniejszym dziełem jako teoretyka muzyki było Traité de l'harmonie réduite à ses principes naturels divisé en IV livres (Traktat o harmonii sprowadzonej do jej naturalnych zasad w 4 księgach).

## Kompozycje
Typ utworu podawany jest w nawiasie według oryginalnej francuskiej klasyfikacji; tragedię liryczną najczęściej nazywa się operą, opéra-ballet tłumaczy się jako opera-balet (nie opero-balet), a pozostałe według uznania:
- Samson (tragedia liryczna – tragédie lyrique) – 5 aktów z prologiem, zaginiona, według niektórych źródeł 1732, według innych ok. 1735, libretto wyd. 1745
- Hippolyte et Aricie (tragedia liryczna – tragédie lyrique) – 5 aktów z prologiem, pierwsza wersja 1733, druga wersja 1742
- Les Indes galantes (opéra-ballet) – 4 entrées z prologiem, pierwsza wersja 1735 (tylko 2 entrées), druga wersja 1735 (dodane 3. entrée), trzecia wersja 1736 (dodane 4. entrée)
- Kastor i Polluks (tragedia liryczna – tragédie lyrique) – 5 aktów z prologiem, pierwsza wersja 1737, druga wersja 1754
- Les Fêtes d’Hébé, ou Les Talents Lyriques (opéra-ballet) – entrées z prologiem 1739, druga wersja 1747, trzecia wersja 1756, czwarta wersja 1764 (bez prologu)
- Dardanus (tragedia liryczna – tragédie lyrique) – 5 aktów z prologiem, pierwsza wersja 1739, druga wersja 1744, trzecia wersja 1760 (bez prologu)
- La princesse de Navarre (comédie-ballet) – 3 akty, pierwsza wersja 1745, druga wersja 1763 (dodany prolog)
- Platée (ballet bouffon) – 3 akty z prologiem, pierwsza wersja 1745, druga wersja 1749
- Les Fêtes de Polymnie (opéra-ballet) – 3 entrées z prologiem, pierwsza wersja 1745, druga wersja 1753
- Les Temple de la Gloire (opéra-ballet) – 5 aktów z prologiem, pierwsza wersja 1745, druga wersja 1746
- Les Fêtes de Ramire (acte de ballet) – jednoaktówka, 1745
- Les Fêtes de l’Hymen et de l’Amour (opéra-ballet) – 3 entrées z prologiem, pierwsza wersja 1747 (w 1748 wystawiony pt. Les Dieux de l’Egypte), druga wersja 1754
- Zaïs (pastorales héroïques) – 3 akty z prologiem, pierwsza wersja 1748, druga wersja 1761 (bez prologu)
- Pigmalion (acte de ballet) – jednoaktówka, 1748
- Les Surprises de l’Amour (opéra-ballet) – 3 entrées z prologiem, pierwsza wersja 1748, druga wersja 1757
- Naīs (pastorale héroïque) – 3-aktowe pastorale z prologiem, pierwsza wersja 1749, druga wersja 1764
- Zoroastre (tragedia liryczna – tragédie lyrique) – 5 aktów, pierwsza wersja 1749,druga wersja 1756
- Linus (tragedia liryczna – tragédie lyrique) – 5 aktów, zaginiona, prawdopodobnie około 1752
- La Guirlamde, ou Les Fleurs Enchantées (acte de ballet) – jednoaktówka, 1751
- Acante et Céphos, ou La Sympathie (pastorale héroïque) – 3 akty, 1751
- Daphnis et Eglé (pastorale héroïque) – jednoaktówka, 1753
- Lysis et Délie (pastorale) – jednoaktówka, zaginiona, prawdopodobnie około 1753
- Les Sibarites (acte de ballet) – jednoaktówka, pierwsza wersja 1753, druga wersja 1757
- Zéphyre (acte de ballet) – jednoaktówka, prawdopodobnie 1753
- La Naissance d’Osiris, ou La Fêtes Pamilie (acte de ballet) – jednoaktówka, 1754
- Anacréon (pierwszy acte de ballet) – jednoaktówka, 1754
- Anacréon (drugi acte de ballet) – jednoaktówka, 1757 (wystawiono jako 3. entrée drugiej wersji Les Surprises de l’Amour)
- Nélée et Myrthis (acte de ballet) – jednoaktówka, data nieznana, prawdopodobnie utwór późniejszy
- Les Palladins (komedia liryczna – comédie lyrique) – 3 akty, 1760
- Les Boréades (tragedia liryczna – tragédie lyrique) – 5 aktów, 1763 (prapremiera miała miejsce dopiero w 1982 roku)

## Posłuchaj
| (audio)                                      | \| (info) \| \| Gawot \| \| (info) \| \| Wariacja I \| \| (info) \| \| Wariacja II \| \| (info) \| \| Wariacja III \| \| (info) \| \| Wariacja IV \| \| (info) \| \| Wariacja V \| \| (info) \| \| Wariacja VI \| \| Problem ze ściągnięciem pliku? Zobacz pomoc. \| |
| (info)                                       | |
| Gawot                                        | |
| (info)                                       | |
| Wariacja I                                   | |
| (info)                                       | |
| Wariacja II                                  | |
| (info)                                       | |
| Wariacja III                                 | |
| (info)                                       | |
| Wariacja IV                                  | |
| (info)                                       | |
| Wariacja V                                   | |
| (info)                                       | |
| Wariacja VI                                  | |
| Problem ze ściągnięciem pliku? Zobacz pomoc. | |

## Nagrania

### Utwory sceniczne
- Hippolyte et Aricie
  - English Chamber Orchestra, dyr. Sir Anthony Lewis (nagranie – listopad 1965, CD DECCA 444 526-2)
  - Orchestra New York City Opera, dyr. Osborne McConathy (nagranie – kwiecień 1966, LP HRE)
  - La Grande Écurie et la Chambre du Roy, dyr. Jean-Claude Malgoire (1978, LP CBS 79314)
  - English Baroque Solists, dyr. John Eliot Gardiner (nagranie – czerwiec 1983, CD Celestial Audio)
  - Les Musiciens du Louvre, dyr. Marc Minkowski (nagranie – czerwiec 1994, CD ARCHIV PRODUTION 445 853-2)
  - Les Arts Florissants, dyr. William Christie (nagranie – wrzesień 1995, CD ERATO 0630-15517-2)
- Les Indes galantes
  - La Grande Écurie et la Chambre du Roy, dyr. Jean-Claude Malgoire (nagranie 1974, LP CBS)
  - Orchestre Jean-François Paillard, dyr. Jean-François Paillard (nagranie 1974, wznowienie na CD ERATO 4509-95310-2)
  - Les Arts Florissants, dyr. William Christie (nagranie – styczeń 1991, CD HARMONIA MUNDI FRANCE 901367.69)
  - Musique des Lumières, dyr. Jean-Christophe Frisch (nagranie – październik 1994, CD Euromuses EURM 2017)
  - Les Arts Florissants, dyr. William Christie (nagranie – wrzesień 2003, DVD Opus Arte)
- Castor et Pollux
  - Concentus Musicus Wien, dyr. Nikolaus Harnoncourt (nagranie 1972, LP, wznowienie na CD TELDEC 2292-42510-2)
  - English Bach Festival Baroque Orchestra, dyr. Charles Francombe (nagranie – styczeń/luty 1982, CD ERATO 4509-95311-2)
  - Les Arts Florissants, dyr. William Christie (nagranie – wrzesień 1992, CD HARMONIA MUNDI FRANCE 901435.37)
  - Ensemble Instrumental XVIII, dyr. Jean-Christophe Frisch (produkcja 1998, CD Astrée/Audivis)
  - Aradia Ensemble, dyr. Kevin Mallon (nagranie – luty 2003, CD Naxos 8.660118-19)
- Les Fêtes d’Hébé, ou Les Talents Lyriques
  - Les Arts Florissants, dyr. William Christie (nagranie – styczeń 1997, CD ERATO 3984-21064-2)
- Platée
  - Orchestre de la Société des Concerts du Conservatoire, dyr. Hans Rosbaud (nagranie – lipiec 1956, LP, wznowienie na CD EMI Classics)
  - La Grande Écurie et la Chambre du Roy, dyr. Jean-Claude Malgoire (nagranie – wrzesień 1988, CD Sony Music)
  - Les Musiciens du Louvre, dyr. Marc Minkowski (nagranie – grudzień 1988, CD ERATO 2292-45572-2)
  - Les Musiciens du Louvre, dyr. Marc Minkowski (nagranie – luty 2002, DVD TDK)
- Les Palladins
  - La Grande Écurie et la Chambre du Roy, dyr. Jean-Claude Malgoire (produkcja 1978, LP CBS)
  - La Grande Écurie et la Chambre du Roy, dyr. Jean-Claude Malgoire (nagranie – październik 1990, CD Pierre Vérany oraz Arion)
  - Les Arts Florissants, dyr. William Christie (nagranie – maj 2004, DVD BBC/Opus Arte)
- Les Boréades
  - English Baroque Solists, dyr. John Eliot Gardiner (nagranie – lipiec 1982, LP, wznowienie na CD ERATO 2292-45572-2)
  - Les Arts Florissants, dyr. William Christie (nagranie – marzec/kwiecień 2003, DVD Opus Arte)